# Punxsutawney
Punxsutawney è una cittadina degli Stati Uniti d'America, situata nella contea di Jefferson, nello stato della Pennsylvania. La sua popolazione - secondo il censimento del 2010 del United States Census Bureau - è di 5 962 unità. Era di poco superiore ad inizio del XX secolo e toccò il massimo storico nel 1940 con 9 482 abitanti.
Il nome deriva da un termine nativo, la zona era abitata dagli indiani Delaware, che significa "città dei pappataci" o "città delle zanzare".
È conosciuta per essere la città principale degli USA in cui viene tradizionalmente festeggiato il Giorno della Marmotta ed è stata citata in due episodi della serie televisiva Lost In Space. Ha ispirato i registi John Ford per il film del 1949 Bill sei grande! (When Willie Comes Marching Home) e Harold Ramis per il film del 1993 Ricomincio da capo.

## Geografia fisica
Situata a circa 130 chilometri a nord-est di Pittsburgh e a circa 160 chilometri a sud della città di Erie fu accorpata nel 1907 insieme a Claysville in un distretto chiamato Grande Punxsutawney. La sua superficie è di 8.9 km².

## Società

### Evoluzione demografica
Al censimento del 2000 erano presenti 6 271 persone di cui 2748 gruppi abitativi e 1602 famiglie. La densità di popolazione era di 1836,2 per miglio quadrato, erano presenti 3 042 unità abitative con una densità media di 890,7 per miglio quadro.
La composizione etnica era la seguente: 98,79% di razza bianca, 0,22% afroamericani, 0,16% nativi americani, 0,27% asiatici, 0.02% di altre razze e 0,54% di due o più etnie. Gli ispanici di ogni etnia erano lo 0,75% della popolazione.
Dei 2748 gruppi abitativi il 25,3% aveva minori di 18 anni conviventi, il 41% erano coppie sposate conviventi, il 13,5% avevano un capofamiglia donna senza marito convivente e il 41,7% erano non-famiglie. Il 37,8% di tutti i gruppi abitativi erano formati da una singola persona e il 20,6% erano gli over 65 soli. La grandezza media di un gruppo abitativo era di 2,19 e quello di una famiglia 2,89.
La distribuzione anagrafica era così composta: 21,3% persone sotto i 18 anni, 9,9% dai 18 ai 24 anni, 25,1% dai 25 ai 44, 21,6% dai 45 ai 64 anni e 22,2% oltre i 65. L'età media era di 41 anni.
Per ogni 100 donne erano presenti 80,9 maschi, per ogni 100 donne sopra i 18 anni erano presenti 77,2 maschi.
L'introito medio per un gruppo abitativo era di 26.250$ e quello di una famiglia era di 33.054. Gli uomini guadagnano mediamente 29,958$ dollari contro i 19,076$ delle donne. Il guadagno medio procapite è di 14,902$, circa il 13,3% della popolazione e il 16,9% delle famiglie vive sotto la soglia di povertà, compreso il 20.6% dei minori di 18 anni e il 12,8% degli over 65.

## Economia
Zona mineraria per l'estrazione del carbone, ha manifatture per il vetro, fonderie, ferriere, industrie per la fabbricazione di macchinari e aziende tessili oltre che, in virtù dei mulini presenti nella zona, per la produzione di farine e mangimi per animali.

## Amministrazione

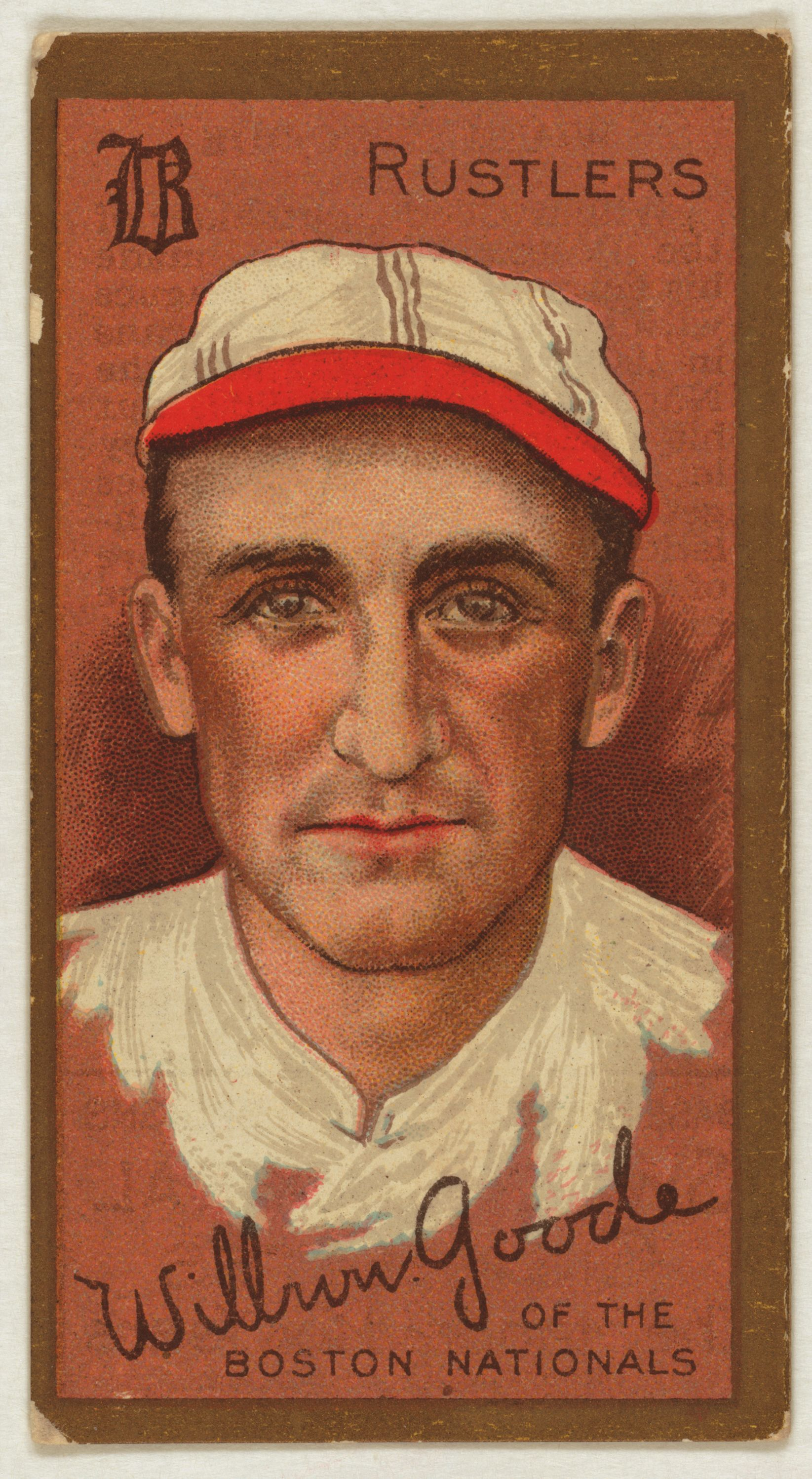
Punxsutawney ha dato i natali al campione di baseball Wilbur David Good (1885-1963)

Amministrativamente, il Borough of Punxsutawney è una municipalità incorporata (la maggiormente popolata della contea) governata da un consiglio (il Borough Council) composto da sette membri eletti con mandato di quattro anni e presieduto da un sindaco (al 2008: Jim "Snake" Werhle).
A questa carica fa capo anche il comando della polizia locale. Altre cariche elettive locali concernono l'esazione delle tasse, sei assessori aggiunti e sei constable (connestabile).
Il Borough Manager è il capo amministrativo e ha come referente il Borough Council.

## Città del "Giorno della Marmotta"
La località è conosciuta per quello che è il suo abitante più famoso, la marmotta Punxsutawney Phil, mascotte del Giorno della Marmotta, ricordato il 2 febbraio (ed equivalente dell'italiana giornata della Candelora), la cui ricorrenza è stata narrata nel film commedia del 1993 di Harold Ramis Groundhog Day (Ricomincio da capo), con Bill Murray ed Andie MacDowell (in realtà, il film è stato girato quasi interamente nella località di Woodstock, nell'Illinois).